# Combefa
Combefa település Franciaországban, Tarn megyében. Lakosainak száma 197 fő (2022. január 1.). Combefa Monestiés, Labastide-Gabausse és Saint-Benoît-de-Carmaux községekkel határos.

## Népesség
A település népességének változása:
| Lakosok száma | 163  | 158  | 162  | 155  | 154  | 153  | 168  | 182  | 197  |
|               | 2013 | 2015 | 2016 | 2017 | 2018 | 2019 | 2020 | 2021 | 2022 |